# 수확후처리

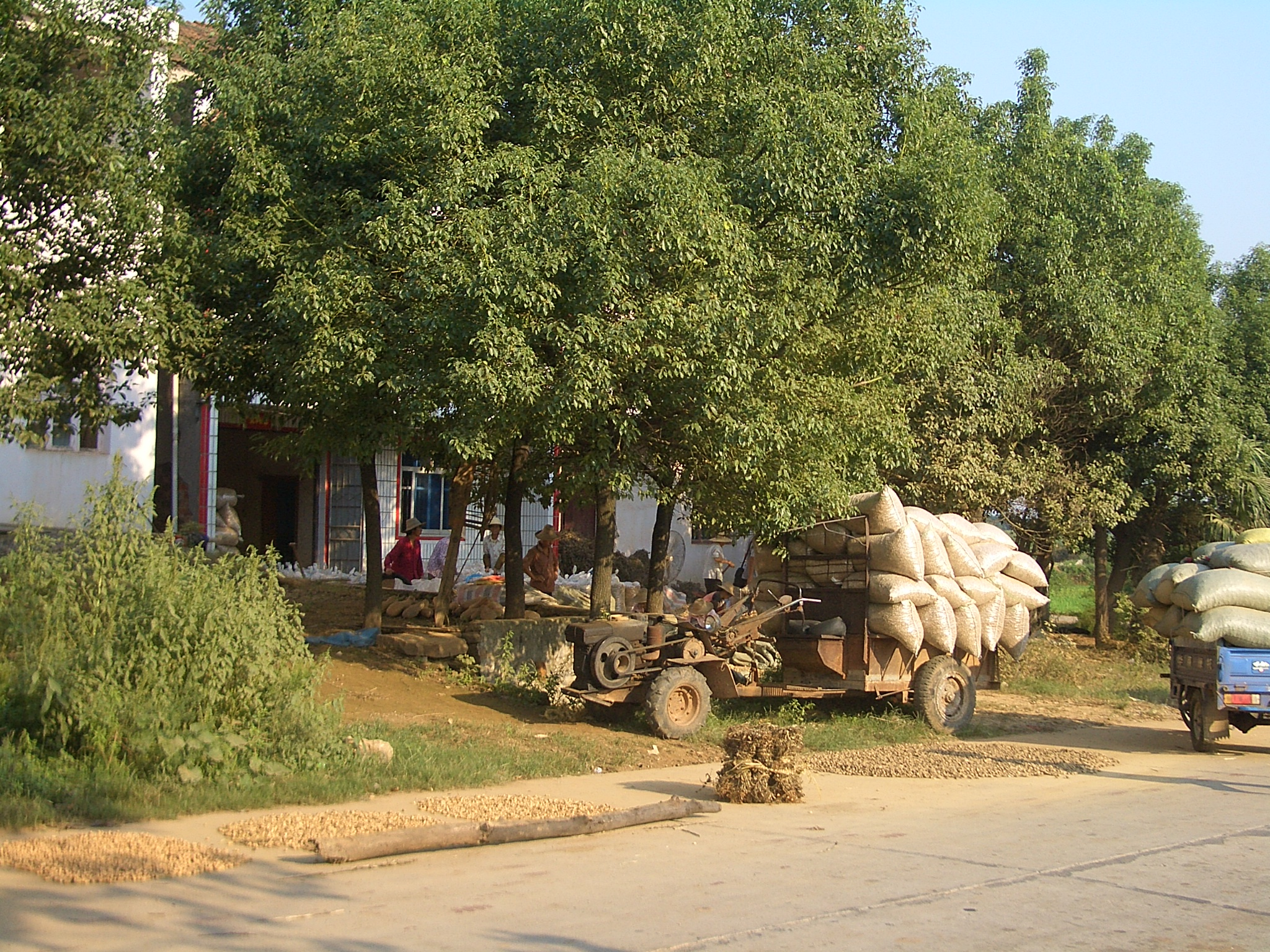
중국 후베이성 장샤구 땅콩 건조 및 포장

수확후처리(postharvest)는 농업에서 냉각, 청소, 분류 및 포장을 포함하여 수확 직후 농작물 생산 단계이다. 작물이 땅에서 제거되거나 모 식물에서 분리되는 순간, 작물은 악화되기 시작한다. 수확후처리는 작물이 신선한 소비를 위해 판매되는지 또는 가공 식품의 성분으로 사용되는지 여부와 같이 최종 품질을 크게 결정한다.

## 목표
수확후처리의 가장 중요한 목표는 제품을 시원하게 유지하여 수분 손실을 방지하고 바람직하지 않은 화학적 변화를 늦추며 멍과 같은 물리적 손상을 방지하여 부패를 지연시키는 것이다. 오염된 세척수의 잔류물과 같이 신선한 농산물에 의해 운반될 수 있는 병원균의 가능성을 줄이기 위해서는 위생도 중요한 요소이다.
포장 이후 수확후처리는 일반적으로 선과장에서 계속된다. 이는 그늘과 흐르는 물을 제공하는 간단한 창고일 수도 있고, 컨베이어 벨트, 자동화된 분류 및 포장 스테이션, 워크인 쿨러 등을 갖춘 대규모의 정교하고 기계화된 시설일 수도 있다. 기계화된 수확에서는 가공이 실제 수확 과정의 일부로 시작될 수도 있으며, 수확 기계에 의해 초기 청소 및 분류가 수행된다.
수확 후 초기 저장 조건은 품질을 유지하는 데 중요하다. 작물마다 최적의 보관 온도와 습도 범위가 있다. 또한 특정 작물은 원치 않는 화학적 상호작용이 발생할 수 있으므로 효과적으로 함께 보관할 수 없다. 특히 대규모 작업에서 신선도를 유지하기 위해 다양한 고속 냉각 방법과 정교한 냉장 및 대기 제어 환경이 사용된다.